# Plan de cohésion sociale
Pour les articles homonymes, voir Borloo.
Le plan de cohésion sociale, également dénommé plan Borloo est le nom donné au projet présenté par Jean-Louis Borloo au  gouvernement français le 30 juin 2004 pour l'emploi, le logement et l'égalité des chances. À ne pas confondre avec la Loi Borloo ou Loi d'orientation et de programmation pour la ville et la rénovation urbaine votée en 2003.

## Déroulement
- 30 juin 2004, présentation du plan au conseil des ministres par Jean-Louis Borloo, ministre de l'Emploi, du Travail et de la Cohésion sociale.
- 18 janvier 2005 : promulgation de la loi de programmation pour la cohésion sociale, versant législatif du plan de cohésion sociale.

## Le plan de cohésion sociale
Ce plan s'articulait autour de trois axes : l'emploi, le logement et l'égalité des chances. Il était doté de 12,757 milliards d'euros de crédits nouveaux sur cinq ans à compter de 2005.
Le plan ne s'appuyait sur aucun fond spécifique mais voulait s'ancrer dans la loi de programmation 2005-2009 s'achevant deux ans après la fin du second mandat présidentiel de Jacques Chirac, laissant ainsi au gouvernement suivant le soin de boucler le budget.
Pour 2005, le lancement du plan devait coûter 1,446 milliard d'euros à l'État.
Après cette phase de démarrage, précisait le ministère du Travail, le financement s'inscrirait sur un rythme annuel de plus de trois milliards d'euros, avec un effort qui devait culminer en 2007 à 3,95 milliards d'euros. Sur la période 2005-2009, le plan Borloo a ainsi affiché un coût global pour l'État de 16,257 milliards d'euros.

### Contrats d'avenir
Ce nouveau type de contrat de travail (le plan compte en créer un million en quatre ans), à la charge des collectivités locales, doit permettre le retour à l'emploi des allocataires des minima sociaux, moyennant un salaire équivalent au 3/4 du SMIC, après une formation obligatoire.
Une mesure très coûteuse pour l'État puisqu'elle engendre une dépense de plus d'un milliard d'euros de crédits par an. L'inconvénient de cette mesure consiste à alourdir le secteur non marchand, qui ne produit pas de ressources.
Dans le domaine juridique, comme l'introduit ce sujet, les formations doivent être renouvelées afin d'affiner le phénomène du plan de cohésion sociale. Soit un retour axé sur les principes engagés de ce fonctionnement.

### Le plein emploi jeunes
800 000 contrats de travail assortis d'une formation alternée ou différée seront proposés sur cinq ans aux jeunes sans qualification.

### Maisons de l'emploi
Pour assurer un suivi personnalisé des demandeurs d'emploi, travailler sur les mutations des territoires et assurer des services aux entreprises, 300 maisons de l'emploi vont être mises en place.
Elles associent l'État, l'Agence nationale pour l'emploi (ANPE), l'Unédic et des collectivités territoriales.

### Crise du logement
Pour faire face à la crise du logement, le plan propose d'augmenter le nombre de logements sociaux supplémentaires. En 2004, ils sont de 80 000 logements, ils devront passer à 120 000 en 2009, soit 50 000 logements produits sur cinq ans.

### Audit sur les délocalisations
Un audit sera réalisé d'ici la fin 2004.

### Santé et sécurité du travail
Santé et sécurité au travail dossier du site du Ministère de l'emploi de la cohésion sociale et du logement.

### Le dispositif réussite éducative
Programme n°15 du « plan de cohésion sociale », il vise à  améliorer l'égalité des chances dans les quartiers défavorisés au niveau de l'enseignement.